# Ibarra
Ibarra je grad u Ekvadoru. Nalazi se u provinciji Imbabura.

## Povijest
Grad je osnovan 1606., razvijao se do 16. kolovoza 1868. kada je razoren u potresu. Obnova je trajala 4 godine, 28. travnja 1872. se smatra drugim datumom utemeljenja.

## Gradovi prijatelji
- Winchester
- Etawah

## Vanjske poveznice
- Ibarra, Ekvador